# Akademik Sofia
Akademik Sofia (Bulgaars: ПФК "Академик" София) is een Bulgaarse omnisportvereniging uit de hoofdstad Sofia, het stadion lag in de wijk 'Slatina' en had een capaciteit van 20.000. De vereniging had onder andere een badminton, een ijshockey en voetbalafdeling.
In 1974 won de voetbalclub de Balkan Cup van het Joegoslavische Vardar Skopje. In de competitie kon de club de concurrentie van de andere clubs uit de hoofdstad niet aan en speelt meestal in de tweede klasse. Toch kon de club zich twee keer plaatsen voor de UEFA Cup.
In 2010 kon het via play-offs promoveren naar de A Grupa. Na één seizoen degradeerde de club, wegens financiële problemen werden ze in 2012 ontbonden. Na één jaar ging de club onder de naam Akademik 1947 Sofia opnieuw van start in de regionale competitie van de hoofdstad. 

## In Europa
Uitslagen vanuit gezichtspunt Akademik
| Seizoen | Competitie | Ronde | Land               | Club                 | Totaalscore | 1e W    | 2e W       | PUC |
| ------- | ---------- | ----- | ------------------ | -------------------- | ----------- | ------- | ---------- | --- |
| 1976/77 | UEFA Cup   | 1R    | Vlag van Tsjechië  | Slavia Praag         | 3-2         | 0-2 (U) | 3-0 nv (T) | 4.0 |
|         |            | 2R    | Vlag van Italië    | AC Milan             | 4-5         | 4-3 (T) | 0-2 (U)    | 4.0 |
| 1981/82 | UEFA Cup   | 1R    | Vlag van Duitsland | 1. FC Kaiserslautern | 1-3         | 0-1 (U) | 1-2 (T)    | 0.0 |

Totaal aantal punten voor UEFA-coëfficiënten: 4.0

## Bekende (ex-)spelers
- Loubo Siois
- Ivan Dimitrov
- Mladen Vasilev
- Pieter Mbemba